# 의료 산업
의료 산업(health care industry, or medical industry)은 환자들의 병을 치료, 예방, 재활, 완화하기 위한 상품과 서비스를 제공하는 경제체제의 분야를 통틀어 말한다. 현대의 의료 산업은 국민들, 개개인의 건강에 대한 요구를 만족시켜줄 훈련된 전문가들과 준 전문가들로 구성된 학제간 팀에 따라서 여러 가지 분야로 나뉜다. 의료 산업은 세계에서 가장 크고 빠르게 성장하고 있는 산업중의 하나다. 개발도상국들의 GDP 10% 이상을 차지하여 국가의 경제에 큰 몫을 할 수 있다.

## 배경
의료 산업은 보통 재정과 관리의 목적으로 여러 가지의 분야로 나뉜다. UN(United Nations)의 국제표준산업분류법(International Standard Industrial Classification, ISIC)에 따라 일반적으로 다음과 같이 분류하고 있다 :
1. 병원에서의 활동
2. 의과, 치과의 실습 활동
3. 기타. 사람들의 건강을 위한 활동들

이 세가지 분류는 간호사, 조산원, 물리치료사, 과학 실험실, 진단 실험실, 병리학 클리닉, 주거 보건 시설, 그 외 건강과 관련한 직업들, 예를 들어 검안, 수 치료, 의료용 마사지, 요가 치료, 작업 치료, 언어 치료, 발 치료, 유사 요법, 척추지압요법, 침술 등을 포함한다.
산업을 글로벌산업분류기준( GICS)과 산업분류벤치마크( ICB)로 더 자세히 구분할 수 있다 :
1. 의료기기와 의료 서비스
2. 약학, 생명공학, 생명과학

의료기기와 의료 서비스 그룹은 회사이거나 의료기기, 의학 용품, 병원과 같은 헬스 케어 서비스, 홈 헬스 케어, 요양원 등을 제공하는 단체로 구성되어 있다. 나열된 것들 중에서 마지막 것은 생명 공학, 제약, 그리고 다양한 과학적 서비스를 제공하는 회사를 포함한다.
건강에 관련된 다른 중요한 활동을 포함하여 더 넓게 의료 산업의 범위를 정의 할 수도 있다. 교육, 건강 전문가의 훈련, 법규, 헬스 서비스 제공의 관리, 전통 의학( traditional medicine)과 보완 의학( complementary/Alternative medicine, CAM), 건강 보험의 관리 등을 포함하고 있다.

## 의료 서비스의 제공
헬스 케어 시스템에서 그것을 이용하는 사람들이나 일반적인 시민들에게 가장 가시적으로 나타나는 부분이 바로 의료 서비스 제공이다(1차 의료부터 2차 의료, 3차 의료까지 포함). 현대 사회에서는 여러 가지의 헬스 케어 제공 방법들이 있다. 헬스 케어는 집이나 지역 사회, 직장 혹은 건강 시설 등에서 하게 된다. 치료 하는 사람과 환자가 직접 얼굴을 대면하는 경우가 제일 흔한 방법이다. 대부분의 나라에서의 의료가 이러한 방법으로 이루어지고 있다. 그러나 현대의 원격 통신 기술을 사용한 원격 진료(in absentia health care)가 점점 더 일반적으로 가고 있는 추세이다. 이는 의사와 환자 간에 전화, 화상 회의, 인터넷, 이메일, 문자 메시지 혹은 직접 대면하지 않는 다른 방법의 커뮤니케이션의 형태로 가능하다.
이용 방법이 향상 되면서, 헬스 서비스의 범위나 양은 서비스가 어떻게 구성되고 관리 되느냐에 따라, 또 제공자나 사용자에게 영향을 주게 될 혜택에 따라 다르다. 시장을 기반한 헬스 케어 시스템은 (예를 들어 미국) 대개 환자가 지불하거나 환자의 건강 보험 회사에서 지불한다. 또 다른 방법에는 정부 자금의 시스템(영국의 National Health Service)이 있다. 많은 가난한 나라에서는 개발원조국 뿐만 아니라 자선 단체나 자원 봉사자들이 많은 국민들을 위한 헬스 케어 서비스의 제공과 자금 조달을 돕고 있다.
헬스 케어의 비용은 국가별로 매우 다를 수 있다. 예를 들어, 중국의 병원비는 50%가 약값이고, 그 다음으로 장비에 대한 값이 많이 차지하고, 헬스 케어 전문가 수수료는 적은 비율을 차지한다. 중국은 1980년대부터 장기간에 걸친 헬스 케어 산업 탈바꿈을 시행 중이다. 초기의 25년 동안에는 헬스 케어에 대한 정부 분담금을 36%에서 15%까지 줄여, 이 비용을 환자들이 감당하게 되었다. 또한 이 기간에 작은 비율이지만 일부의 국유의 병원들이 민영화 되었다. 민영화의 우대 정책으로, 병원에 대한 외국의 투자가 (70%까지의 지분율) 장려되었다.

## 의료 관광
헬스 케어를 받기 위해 국경을 넘어서는 여행의 관습이 빠르게 성장하고 있는데, 이것을 표현하기 위해 여행사나 대중 미디어에서 처음으로 의료 관광(Medical tourism)이라는 단어를 붙이게 되었다.
이러한 의료 관광(Medical tourism)은 보통 환자의 희망에 의한 선택적 수술(elective procedure) 뿐만 아니라, 관절 치환(joint replacement)(무릎 관절, 고관절), 심장 수술, 치과 수술, 성형 수술 등의 복잡하고 전문적인 수술을 다 포함한다. 그러나, 사실상 모든 종류(정신 의학, 대체 치료, 요양 치료 그리고 심지어 장례식 등)의 헬스 케어가 가능하다. 실질적으로 공급자와 소비자는 편안하게 소통하므로, 규제나 양질을 보장하기 위한 법적인 관리가 보다 덜하고, 필요한 경우에 상환 청구도 덜 형식적이라고 할 수 있다.
50개 이상의 국가에서 의료 관광을 국책 산업으로 취급하고 있다. 그러나, 인가의 문제나 양질에 대한 척도 등이 전 세계적으로 각기 다르고, 이러한 접근법에 대해 논쟁을 일으킬 만한 윤리적 문제나 위험도 존재한다. 또한, 어떤 곳은 위험할 수도 있으니, 의료 관광객들은 이 점에 대해서도 고려해 봐야 할 것이다.

## 같이 보기
- 보건관리
- 의료
- 보건 정책
- 의료제도
- 보건경제학
- 생명공학기술
- 의학
- 제약산업
- 과잉 진료